# 坂本新一
坂本 新一（さかもと しんいち）は、元海上保安官で日本の危機管理アドバイザー。元海上保安庁特殊警備隊隊長。なお、「坂本新一」は仮名であり、本名は住本 祐寿（すみもと まさかず） 。

## 経歴
- 鳥羽商船高等専門学校中退後の1983年に海上保安庁へ入庁し、第五管区海上保安本部に配属される。
- 1987年に岸和田海上保安署関西国際空港海上警備隊に配属される。
- 1991年にプルトニウム輸送船「あかつき丸」護衛の為、発足した「プルトニウム輸送船警乗隊」の一員として、任務に就く。
- 1996年に新たに発足した特殊警備隊副隊長に就任し、1999年には隊長に就任した。
- 在職期間中に海賊事案のアロンドラ・レインボー号事件や韋駄天事件及び能登半島沖不審船事件に対応した。
- 2000年12月に退官した後は、民間軍事会社アーマーグループに所属し国内外で活動する傍ら、専門誌等に自身の体験談などを寄稿していた。

## 盗作問題
盗作問題は、並木書房、川口大輔と話し合いさまざまな誤解と行き違いによる事案であった事を含めて和解済み。
2008年7月に『海上保安官-日本の海を守る精鋭たち』という本を並木書房から出版するが、2009年2月に個人サイト『いんちき館 研究分館』内のコンテンツである「海上警備友の会」での記述を、そのまま無断で多数引用していたことが、ウェブ主宰者本人（『いんちき館 研究分館』の制作管理者）の指摘により判明。結果として並木書房のホームページで「お詫び」を掲載することとなった。実際は該当書222ページ中、66ページにも及ぶ引用で、ほぼ盗作に近く悪質だったため、同書の出庫を停止し、在庫の断裁を行なうことにした。
なお同書は「川口大輔（かわぐち だいすけ）と共著」として、2011年5月に改訂版が出版された。

## 現在
現在は本名の「住本祐寿」名義で講演活動をしており、また、映画やテレビドラマの監修などを担当し、ドラマや映画、舞台イベント向けのガンアクションができる人材育成として、タクティカルチームの「レッドセル」の主宰、スーパーバイザーも勤めている。
参加作品一覧
- 『外事警察』
- 『SPEC〜零〜』
- 『DOG×POLICE 純白の絆』
- 『MOZU』
- 『ワイルド7』
- 『ルパン三世』
- 『パトレイバー』

## 著作等
- 『海上保安庁特殊部隊SST』並木書房、2005年。ISBN 978-4890631933 （小峯隆生の著作・坂本は協力者として名前が出ており、取材に応じたり情報提供を行ったりしたと記されている）
- 『海上保安官-日本の海を守る精鋭たち』並木書房、2008年。 ISBN 978-4890632329（内容に大量の盗作が発覚し絶版となった）
- 『海上保安官 改訂版-日本の海を守る精鋭たち』並木書房、2011年。 ISBN 978-4890632725（川口大輔と共著・本名と素顔を公開）